# Sam Meech
Sam Meech (4 de abril de 1991) é um velejador neozelandês, medalhista olímpico.

## Carreira

### Rio 2016
Sam Meech representou seu país nos Jogos Olímpicos de Verão de 2016, na qual conquistou medalha de bronze na classe Laser, ele foi o responsável direto na briga com o velejador Robert Scheidt pela disputa do bronze, e na regata da medalha  mesmo com a vitória na regata de Scheidt, fez uma prova tática e chegou em quarto, sustentando a medalha. 